# Theretra olivacens
Theretra olivacens är en fjärilsart som beskrevs av Clayton Dissinger Mell 1922. Theretra olivacens ingår i släktet Theretra och familjen svärmare. Inga underarter finns listade i Catalogue of Life.